# Susanne Leonhard
Susanne Leonhard (* 14. Juni 1895 in Oschatz; † 3. April 1984 in Stuttgart; geborene Köhler) war eine deutsche Schriftstellerin.

## Leben
Susanne Köhler war eine Tochter des Juristen Eugen-Otto Köhler und der Elsbeth Maria. Nach dem frühen Tod ihres Vaters 1895 wuchs Susanne Köhler bei ihrem Großvater, einem Bankier, auf. In Oschatz besuchte sie auch die Bürgerschule, anschließend zwei Jahre lang ein Internat in Leipzig und von 1912 bis 1915 eine Höhere Mädchenbildungsanstalt in Chemnitz, wo sie das Abitur ablegte.
Von 1915 bis 1919 studierte sie in Göttingen und Berlin Mathematik und Philosophie. Schon als Studentin war sie politisch links orientiert, bemühte sich in der Organisierung der Freien Studenten und schloss sich 1916 der Liebknecht-Jugend (Spartakusbund) an. Gleichzeitig war sie auch journalistisch tätig und schrieb unter anderem für Die Frau von Minna Cauer. Von 1919 bis 1920 war sie Redaktionssekretärin der (illegalen) Kommunistischen Räte-Korrespondenz in Berlin.
Im Jahr 1918 heiratete Köhler den ebenfalls links orientierten expressionistischen Lyriker und Dramatiker Rudolf Leonhard. Die Ehe wurde schon 1919 wieder geschieden. 1920 ging sie – inzwischen Mitglied der KPD – als Leiterin der Presseabteilung der sowjetischen Botschaft nach Wien, wo sie 1921 den damaligen Sowjetbotschafter Mieczysław Broński (1882–1938) heiratete. Auch diese Ehe hatte keinen Bestand und wurde, weil nur nach sowjetischem Recht geschlossen, später wieder aufgehoben. Rudolf Leonhard, Leonhards erster Ehemann, erkannte die Vaterschaft des 1921 geborenen Sohnes Wolfgang Leonhard an.
Aus dieser Zeit stammt auch die erste größere Arbeit Susanne Leonhards über die Unterirdische Literatur im revolutionären Deutschland des Weltkriegs (1921). Schon 1922 kehrte Leonhard nach Berlin zurück und betätigte sich dort wieder als Journalistin. Sie schrieb vorwiegend für kommunistische Organe, später, nach ihrem wegen ideologischer Differenzen vollzogenen Austritt aus der KPD im Jahre 1925, in der linksbürgerlichen Presse. Daneben gehörte sie in Berlin einem von Karl Korsch initiierten marxistischen Diskussionszirkel an, an welchem u. a. auch Bertolt Brecht und Alfred Döblin teilnahmen.
Nach der Machtübergabe an die Nationalsozialisten 1933 wurde ihr die Aufnahme in die berufsständische NS-Organisation verweigert, wodurch ihre publizistische Tätigkeit vorerst ein Ende fand. Sie verdiente ihren Lebensunterhalt nun unter anderem als Tänzerin, nachdem sie schon in den 1920er Jahren die Wigman-Schule besucht und ein Diplom erworben hatte. Politisch betätigte Leonhard sich in der kommunistischen Widerstandsbewegung, vornehmlich als Kurier.
Im März 1935 reiste Leonhard nach Schweden. Dort erreichte sie die Nachricht drohender Verhaftung, worauf sie mit ihrem Sohn nach Moskau übersiedelte. Hier lebte sie als Sprachlehrerin, wurde jedoch schon 1936 verhaftet und verbrachte zwölf Jahre in  Gefangenschaft im Arbeitslager Workuta und in Sibirien. Ihr Sohn war von ihr getrennt worden und wuchs in Moskau auf. Er machte 1945 nach seiner Rückkehr mit der Gruppe Ulbricht in der Sowjetischen Besatzungszone (SBZ) rasch Karriere. 1948 half ihm der spätere DDR-Staatspräsident Wilhelm Pieck, seine Mutter aus Sibirien zu holen. Wolfgang Leonhard verließ 1949 Ost-Deutschland und machte dann im Westen als Kommunismus-Experte Karriere.
Im August 1948 kehrte Susanne Leonhard nach Deutschland zurück. Anfangs lebte sie in Ost-Berlin, um dann im Frühjahr 1949 nach West-Deutschland überzusiedeln. Hier wurde sie vom US-Geheimdienst Counter Intelligence Corps interniert und bis April 1950 festgehalten. Als weiterhin überzeugte – antistalinistische – Sozialistin lehnte sie jedoch eine Arbeit für die US-Spionage ab.
Nach ihrer Entlassung aus der Internierung ließ sich Leonhard in Stuttgart nieder. Hier schloss sie sich der von ihrem Sohn Wolfgang mitgegründeten linkssozialistischen, kurzlebigen Unabhängigen Arbeiterpartei Deutschlands (UAPD) an, die einen Sozialismus nach titoistischem Vorbild anstrebte. In den 1960er Jahren leitete sie noch den Ortsverein des Deutschen Freidenkerverbandes und arbeitete mit unabhängigen Linkssozialisten wie Fritz Lamm eng zusammen.

## Schriften (Auswahl)
- Unterirdische Literatur im revolutionären Deutschland während des Weltkrieges. Berlin 1920, DNB 458487104 (Nachdruck 1968). Digitalisat via Open Library
- Gestohlenes Leben. Schicksal einer politischen Emigrantin in der Sowjetunion. Europäische Verlagsanstalt, Frankfurt am Main 1956, DNB 453000258 (NA: Athenäum, Frankfurt am Main 1988, ISBN 3-610-08484-7).
- Fahrt ins Verhängnis. Als Sozialistin in Stalins Gulag. Herder, Freiburg im Breisgau 1983, ISBN 3-451-07998-4 (stark gekürzte, bearbeitete Fassung des unter dem Titel Gestohlenes Leben erschienenen Werkes).